# Percy Traub
Percy Traub (né le 23 août 1896 à Elmwood, en Ontario, au Canada - mort le 5 décembre 1948 à Swift Current, dans la Saskatchewan) est un joueur professionnel canadien de hockey sur glace qui évoluait au poste de défenseur.

## Biographie
Après avoir joué pendant 6 saisons dans la Southern Saskatchewan Senior Hockey League (S-SSHL), ligue amateur, il devient professionnel lorsque les Capitals de Regina intègrent une nouvelle ligue professionnelle, la Western Canada Hockey League (WCHL). En 1922 et 1923, il est sélectionné dans la deuxième équipe d'étoiles de la ligue puis dans la première équipe en 1924. Il suit l'équipe quand celle-ci est transférée à Portland pour devenir les Rosebuds. En 1926, lorsque les Rosebuds sont achetés par le major Frederic McLaughlin, transférés à Chicago et renommés les Black Hawks, il fait partie des huit joueurs choisis par l'entraîneur Pete Muldoon pour suivre l'équipe. Après une saison avec les Blackhawks, il est vendu aux Cougars de Détroit, en compagnie de George Hay pour 15 000 dollars. Il prend sa retraite de joueur professionnel en 1929. Il passe ensuite une saison comme arbitre avant de devenir entraîneur des Victorias de Régina dans la S-SSHL en 1930. Il meurt d'une attaque cardiaque le 5 mai 1948 à Swift Current.

## Statistiques
| Saison     | Équipe                   | Ligue      |     | Saison régulière | Saison régulière | Saison régulière | Saison régulière | Saison régulière |   | Séries éliminatoires | Séries éliminatoires | Séries éliminatoires | Séries éliminatoires | Séries éliminatoires |
| Saison     | Équipe                   | Ligue      | PJ  | B                | A                | Pts              | Pun              | PJ               | B | A                    | Pts                  | Pun                  |                      |                      |
| 1915-1916  | Victorias de Régina      | S-SSHL     | 9   | 1                | 0                | 1                | 11               |                  |   |                      |                      |                      |                      |                      |
| 1916-1917  | 217e Battalion de Régina | S-SSHL     | 7   | 2                | 3                | 5                | 19               |                  |   |                      |                      |                      |                      |                      |
| 1917-1918  | Depot de Régina          | S-SSHL     | 6   | 0                | 1                | 1                | 23               |                  |   |                      |                      |                      |                      |                      |
| 1918-1919  | Capitals de Regina       | SIHA       |     |                  |                  |                  |                  |                  |   |                      |                      |                      |                      |                      |
| 1919-1920  | Capitals de Regina       | SSHL       | 12  | 2                | 2                | 4                | 20               | 2                | 1 | 0                    | 1                    | 0                    |                      |                      |
| 1920-1921  | Capitals de Regina       | SSHL       | 15  | 4                | 4                | 8                | 22               | 4                | 0 | 2                    | 2                    | 2                    |                      |                      |
| 1921-1922  | Capitals de Regina       | WCHL       | 25  | 8                | 2                | 10               | 32               | 4                | 0 | 1                    | 1                    | 0                    |                      |                      |
| 1921-1922  | Capitals de Regina       | West-P     |     |                  |                  |                  |                  | 2                | 0 | 0                    | 0                    | 0                    |                      |                      |
| 1922-1923  | Capitals de Regina       | WCHL       | 26  | 3                | 5                | 8                | 27               | 2                | 0 | 0                    | 0                    | 4                    |                      |                      |
| 1923-1924  | Capitals de Regina       | WCHL       | 27  | 2                | 4                | 6                | 48               | 2                | 0 | 0                    | 0                    | 4                    |                      |                      |
| 1924-1925  | Capitals de Regina       | WCHL       | 26  | 4                | 5                | 9                | 61               |                  |   |                      |                      |                      |                      |                      |
| 1925-1926  | Rosebuds de Portland     | WHL        | 28  | 1                | 3                | 4                | 66               |                  |   |                      |                      |                      |                      |                      |
| 1926-1927  | Black Hawks de Chicago   | LNH        | 42  | 0                | 2                | 2                | 93               | 2                | 0 | 0                    | 0                    | 6                    |                      |                      |
| 1927-1928  | Cougars de Détroit       | LNH        | 44  | 3                | 1                | 4                | 78               |                  |   |                      |                      |                      |                      |                      |
| 1928-1929  | Cougars de Détroit       | LNH        | 44  | 0                | 0                | 0                | 46               | 2                | 0 | 0                    | 0                    | 0                    |                      |                      |
| Totaux LNH | Totaux LNH               | Totaux LNH | 130 | 3                | 3                | 6                | 217              | 4                | 0 | 0                    | 0                    | 6                    |                      |                      |